# Anysrius brochus
Anysrius brochus es una especie de arácnido del orden Pseudoscorpionida de la familia Syarinidae.

## Distribución geográfica
Se encuentra en Tasmania  (Australia).